# Крестовая улица (Рыбинск)
Крестовая улица — главная историческая и торговая магистраль города Рыбинска Ярославской области.

## История и происхождение названия
Улица возникла после получения Рыбинском статуса города в 1777 году и принятия генерального плана застройки в 1784 году. По плану город Рыбинск приобретал регулярную сетку улиц с прямоугольными кварталами. Главными улицами становились Крестовая и Постоялая (сейчас Стоялая). Крестовая улица шла с юго-востока на северо-запад параллельно Волге. Остальные улицы либо шли параллельно Крестовой, либо пересекались с ней под углом 90 градусов.
Название улицы происходит из-за пересечения со Стоялой улицей. Пересечение двух главных торговых улиц называлось Торговой площадью или Крестом (по старинному перекресток — крестец, крест). Здесь до начала активной деятельности биржи совершались торговые сделки и находилось место сбора торговых налогов, пошлин — мыты. Отсюда произошло название расположенного на улице Мытного рынка.
К 1917 году длина улицы составляла 2,1 километра и проходила до Коммерческой улицы (сейчас улица Свободы), по которой проходила западная граница города.
В 1918 году улица была переименована в проспект Ленина в честь советского руководителя В. И. Ленина. В советское время улица была продолжена в направлении северо-запада, ее общая длина составила 4,5 километра. В 1994-м году историческому участку от Соборной площади до улицы Свободы вернули историческое название Крестовая, а построенный в советское время западный участок сохранил имя Ленина.
В 2019 году была проведена реконструкция Крестовой улицы. Помимо ремонта асфальтового покрытия проезжей части и мощения тротуаров новой тротуарной плиткой, были установлены новые опоры освещения и троллейбусной сети, стилизованные под исторические столбы; убраны под землю многочисленные провода. Перекресток Крестовой и Стоялой улиц был вымощен брусчаткой. Также был произведен ремонт фасадов зданий в начале улицы и замена вывесок на стилизованные под дореволюционную орфографию.

## Автомобильное движение
До 2012 года улица Крестовая на всем ее протяжении была закрыта для движения личного автотранспорта. В 2012 году было проведено расширение улицы от площади Дерунова до универмага «Юбилейный» с установкой светофора на улице Кирова. После этого участок от площади Дерунова до улицы Луначарского был открыт для проезда легкового автотранспорта. После расширения параллельной улицы Волжская Набережная была открыта и остальная часть Крестовой улицы .
На данный момент по Крестовой улице разрешен проезд в обе стороны от улицы Луначарского до площади Дерунова. Ширина улицы составляет 4 полосы (по 2 в каждую сторону), но между универмагом «Юбилейный» и перекрестком с улицей Луначарского имеется сужение до 2 полос.
От перекрестка с улицей Луначарского до перекрестка с Преображенским переулком разрешено одностороннее движение по направлению к Соборной площади. Ширина улицы составляет 2 полосы в сторону Соборной площади и одну полосу — в сторону улицы Луначарского, которая является выделенной для общественного транспорта.
От перекрестка с Преображенским переулком до кругового перекрестка с улицами Бульварная, Горького, Большая Казанская и дорогой на мост движение разрешено только для общественного транспорта.
Длина улицы 2,1 километра. Крестовая улица вместе с проспектом Ленина и проспектом Серова образует главную городскую улицу и автомагистраль. Их общая длина составляет 6 километров.

## Пересекает улицы

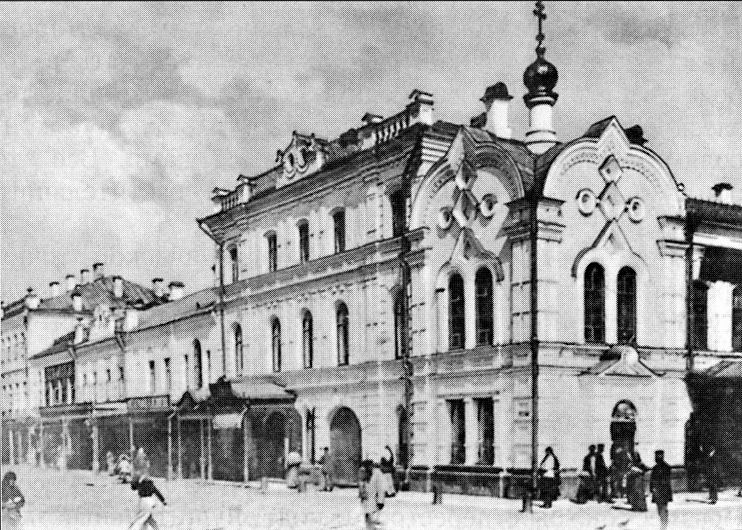
Бывшее подворье Югской Дорофеевой пустыни (на углу со Стоялой улицей)

- улицы Бульварная, Горького, Большая Казанская и Рыбинский мост (нерегулируемый круговой перекресток). Здесь начинается улица Крестовая.
- Красная площадь и Преображенский переулок (нерегулируемый перекресток);
- Стоялая улица (нерегулируемый перекресток);
- улица Ломоносова (регулируемый перекресток);
- улица Гоголя (нерегулируемый перекресток);
- улица Румянцевская (регулируемый перекресток);
- улица Бородулина (нерегулируемый перекресток);
- улица Пушкина (регулируемый перекресток);
- улица Луначарского (регулируемый перекресток);
- улица Кирова (регулируемый перекресток);
- улица Кольцова (регулируемый перекресток);
- улица Свободы (регулируемый перекресток). Здесь Крестовая улица заканчивается, переходя в проспект Ленина.

## Здания
Нумерация домов начинается от Соборной площади и идет на запад.
Нумерация улицы Крестовой продолжается на проспекте Ленина (начиная с дома № 146). Связано это с тем, что имя В. И. Ленина в советское время носила и улица Крестовая, нумерация которой шла от Соборной площади. В начале 1990-х старому участку от Соборной площади до перекрестка с улицей Свободы вернули историческое название — Крестовая, а за новым сохранили название проспекта Ленина.
Улица Крестовая в основном застроена зданиями XIX — начала XX века высотой 2-4 этажа, многие из которых являются памятниками архитектуры. Западный участок от улицы Луначарского до улицы Свободы был застроен в основном некапитальными деревянными домами. В советское время эта застройка была снесена, а на ее месте возведены многоэтажные кирпичные дома и здания общественных учреждений.
| Нечётная сторона - 63 — Следственный отдел по городу Рыбинск; - 77 — Здание земской управы; - 117 — Универмаг «Юбилейный»; - 137 — «Дом Дерунова» — четырёхэтажный сталинский жилой дом, в котором жили руководители крупнейших рыбинских заводов — П. Ф. Дерунов и А. А. Герасимов; - 139 — Департамент по социальной защите населения (Собес). | Чётная сторона - 2 — Спасо-Преображенский собор; - 12 — Мытный рынок; - 54 — Межрайонная налоговая инспекция ФНС РФ (МИФНС) № 3; - 72 — Бывший кинотеатр «Центральный», сейчас — торговый комплекс; - 94 - ТД Корсар, дом купчихи О.В. Головкиной - 104 — Церковь Сретения Господня; - 120 — Гостиница «Рыбинск»; |

Охраняемые исторические здания
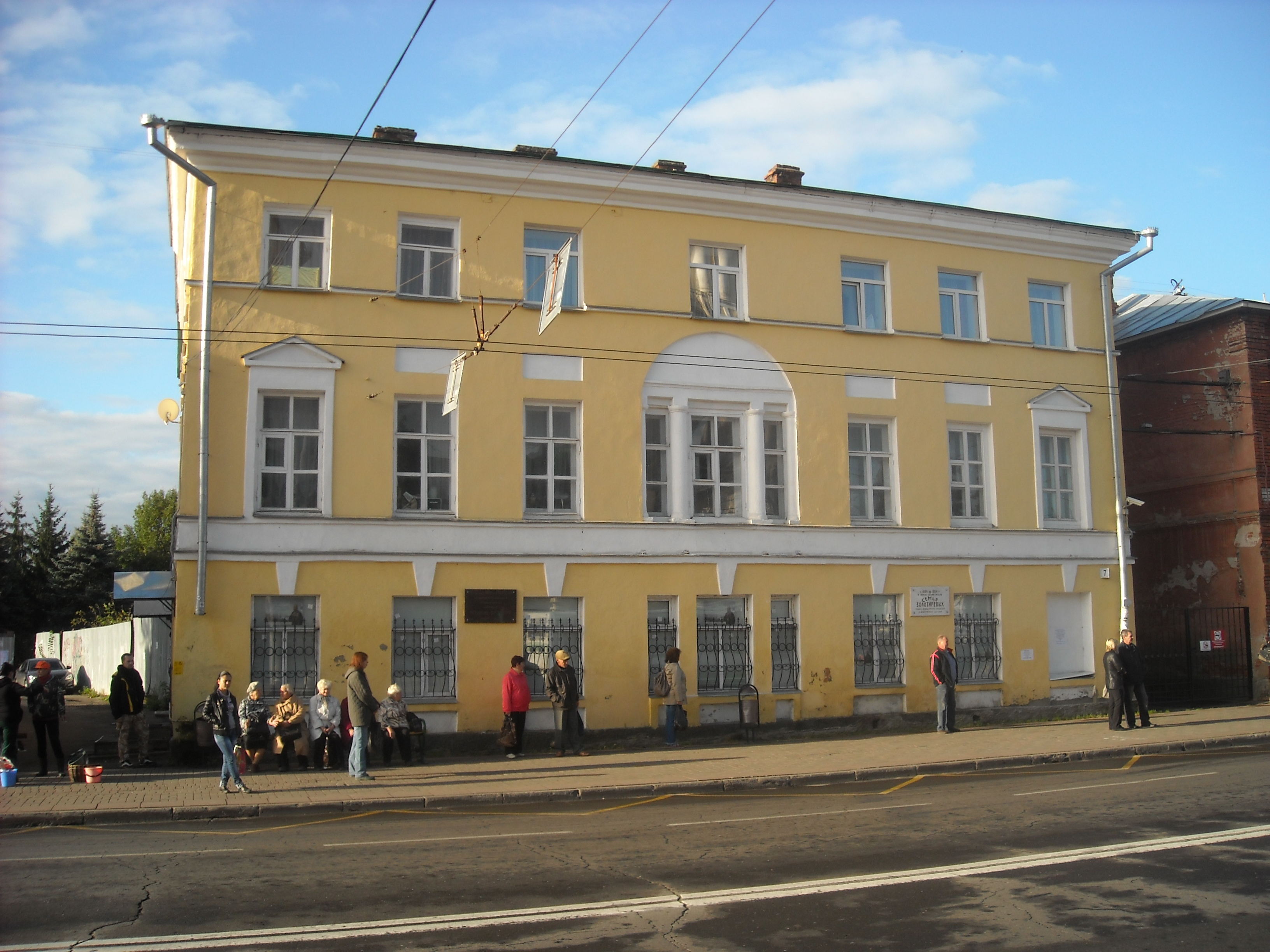
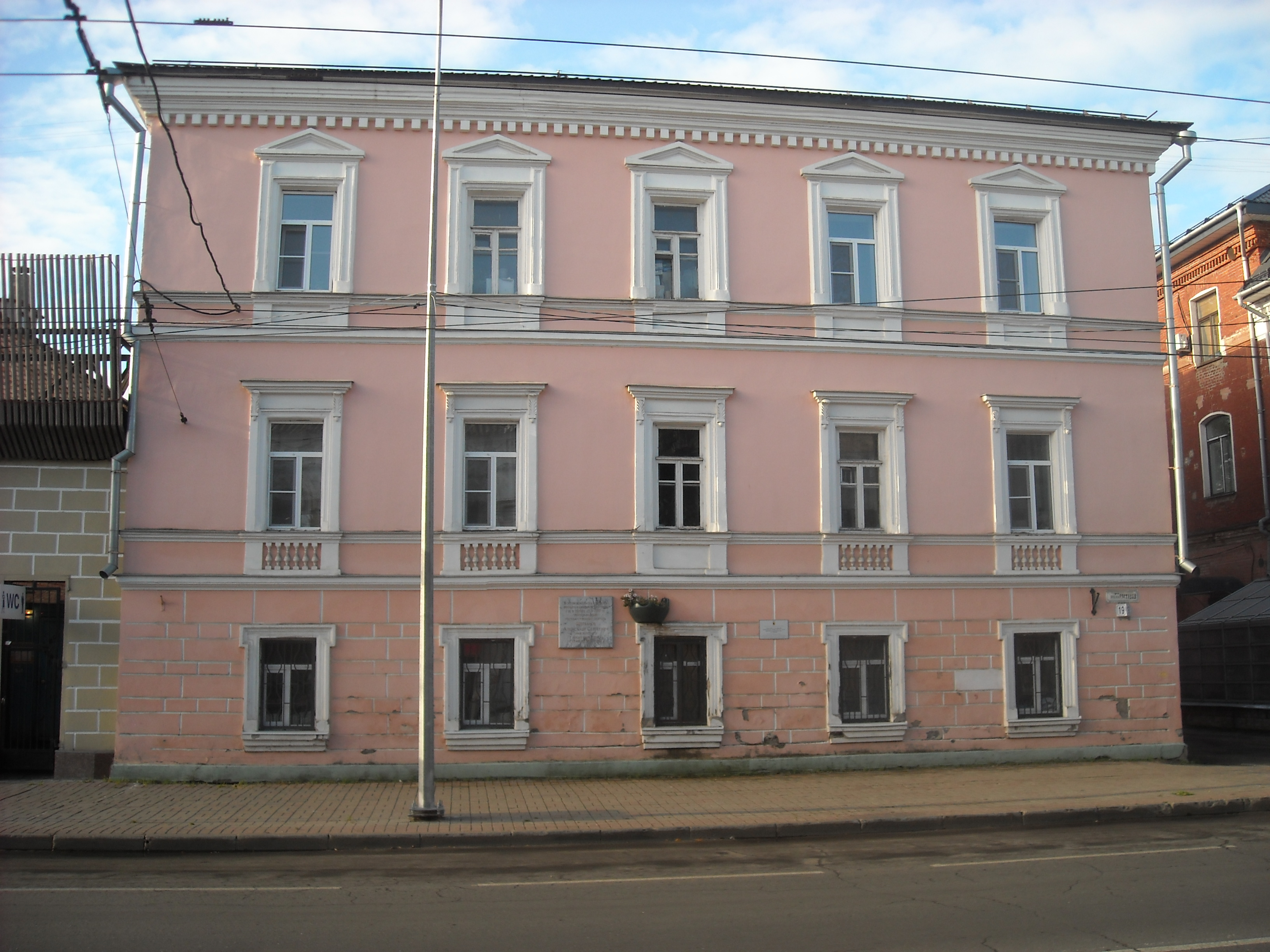
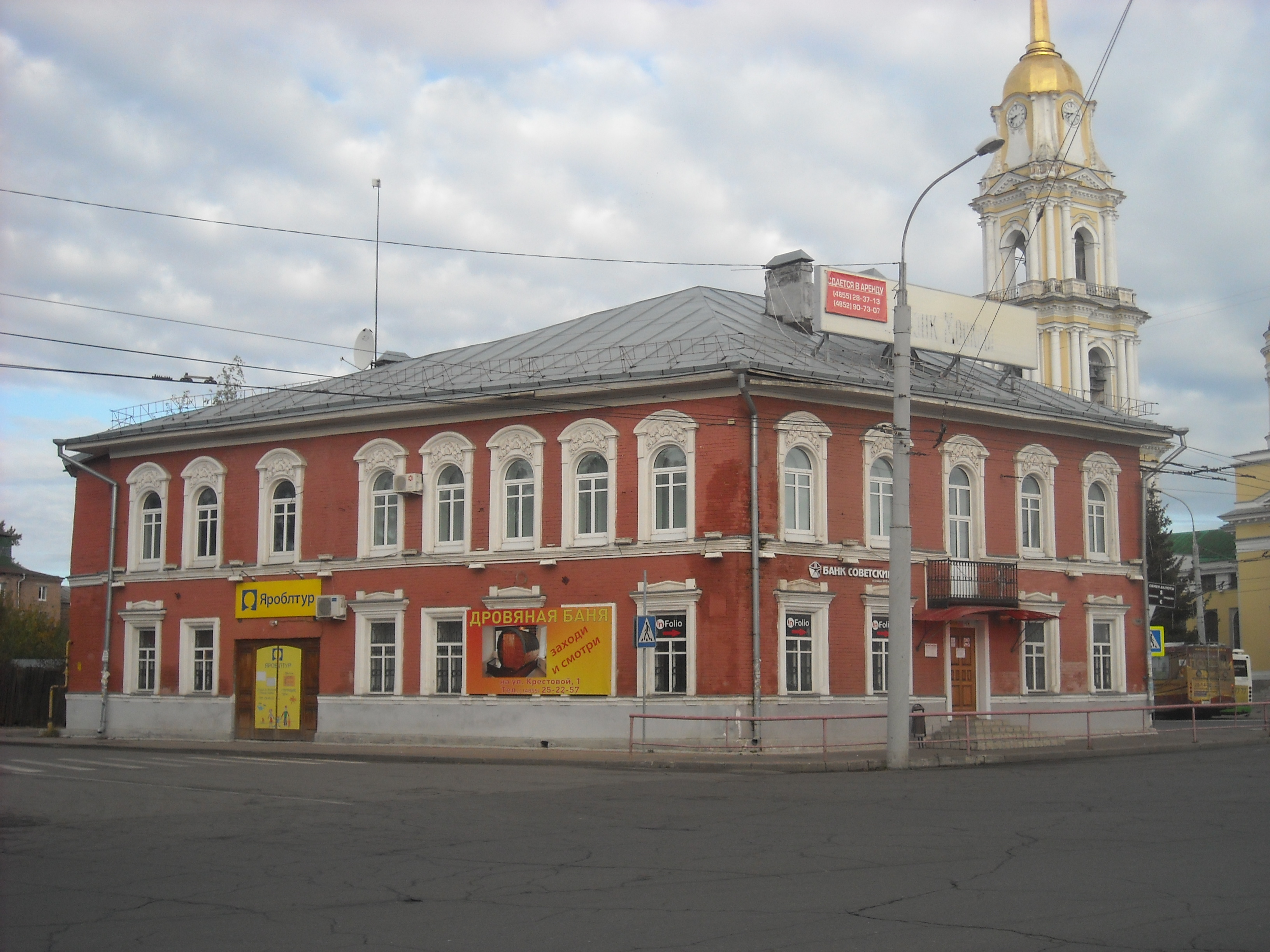
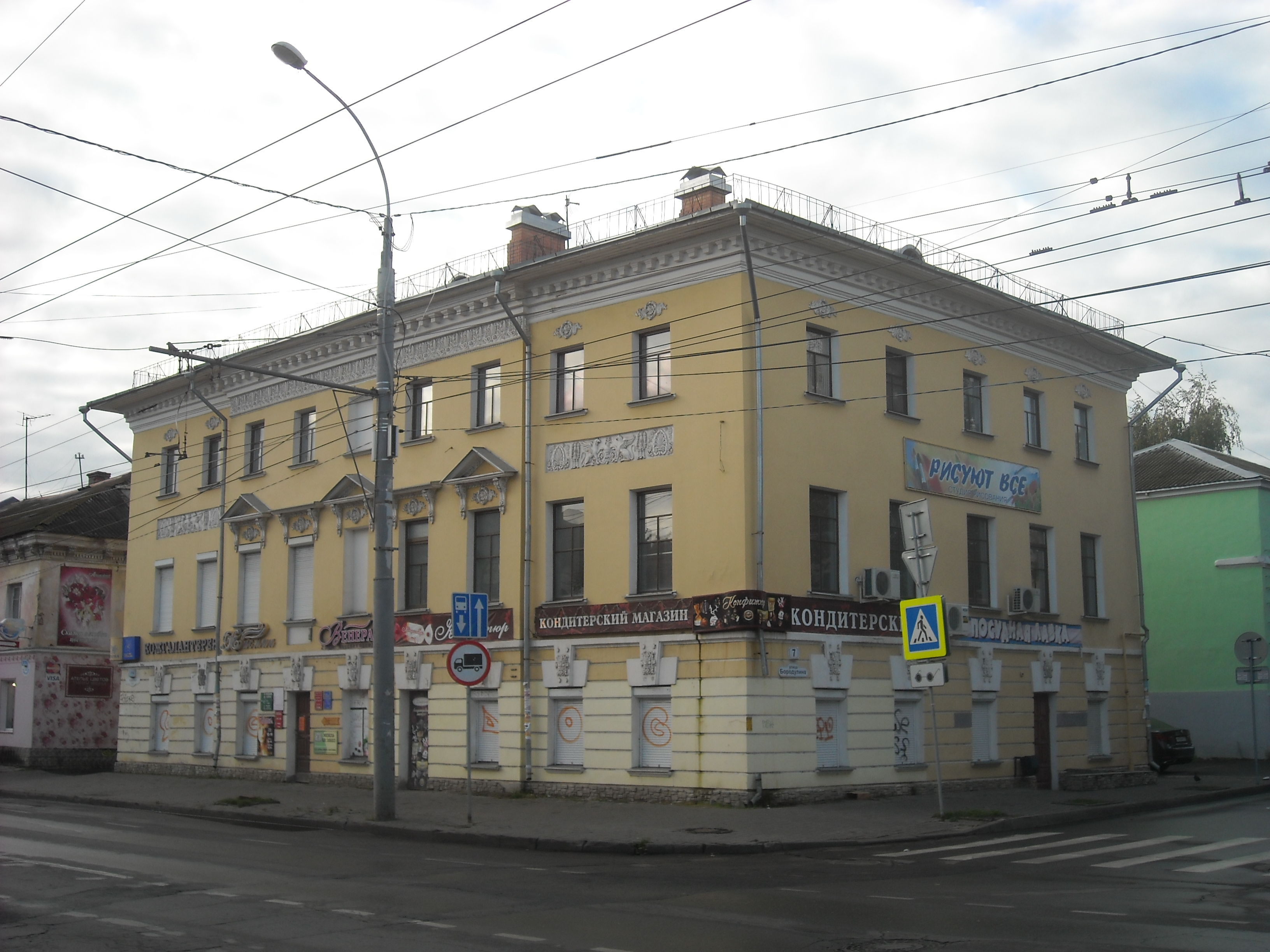
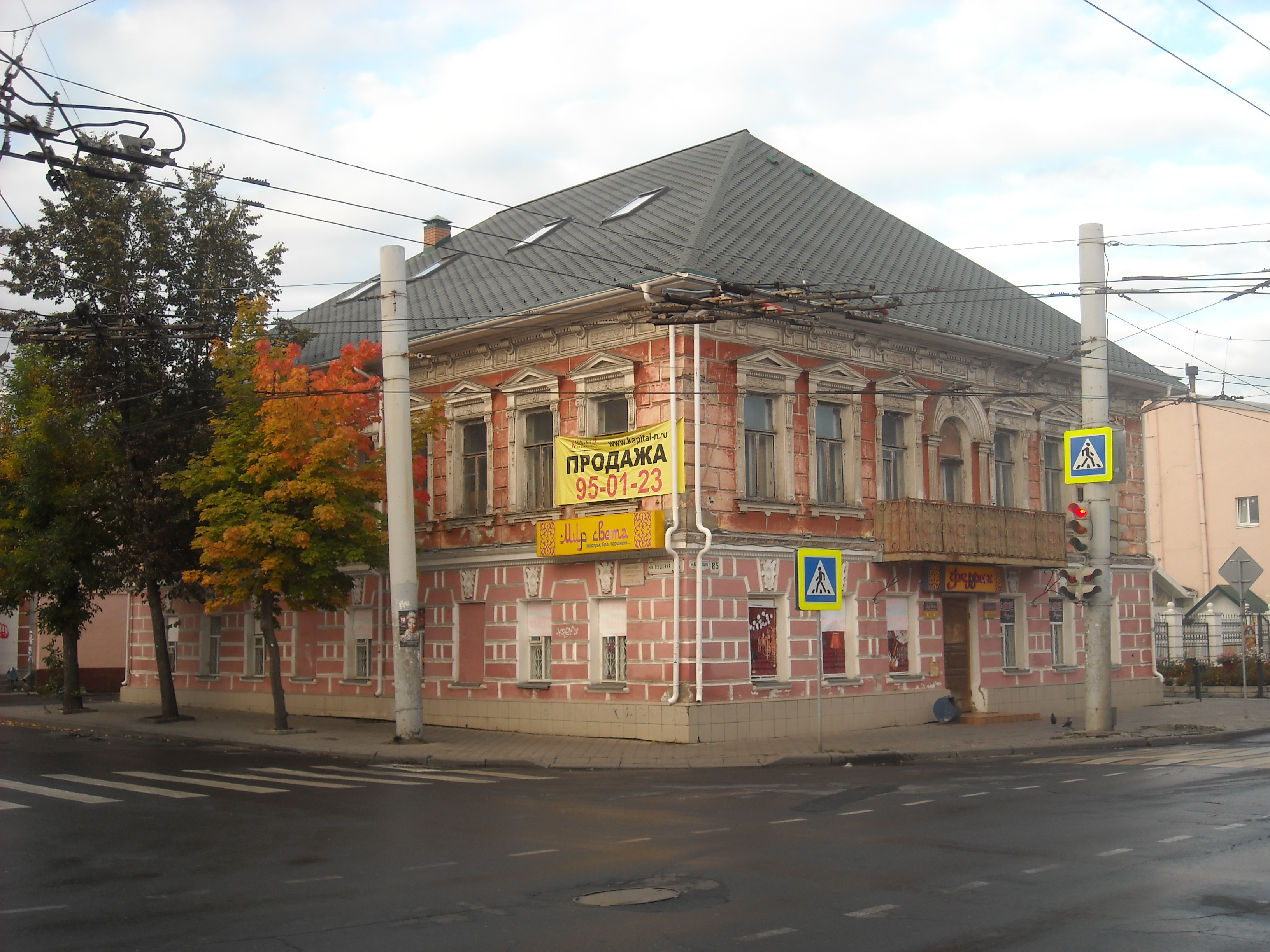